# Разжалованный (фильм, 1980)
«Разжалованный» — советский короткометражный фильм 1980 года режиссера Александра Сокурова. По мотивам одноимённого рассказа Г. Я. Бакланова.

## Сюжет
О ставшем таксистом разжалованном начальнике ГАИ. Сценарий написан Александром Сокуровым по мотивам одноимённого рассказа 1976 года Григория Бакланова, однако, писатель снял своё имя с титров, так как по его словам — у него были «совершенно иные мотивы для написания этого рассказа».

Наше повествование — о совершенно странном и необычном человеке, начавшем новую жизнь после разжалования с государственной службы. С одной стороны, за ним тянется хвост прошлых проблем…, с другой — еще не осознанное и непонятое по последствиям внутреннее ощущение ВОЗРОЖДЕНИЯ.— режиссёр и автор сценария Александр Сокуров, из письма исполнителю главной роли И. Ривину

## В ролях
- Илья Ривин — таксист, бывший начальник ГАИ
- Сергей Кошонин — милиционер на аэровокзале
- Анатолий Петров — пассажир на аэровокзале
- Станислав Соколов — Митрохин, сотрудник ГАИ, бывший подчинённый главного героя
- Ирина Соколова — буфетчица на аэровокзале
- В эпизодах Н. Краева, В. Юриздицкая, Е. Шищенко, А. Суляев и др.

## Дополнительно
Первый, официально, фильм режиссёра. Снятый до этого в 1978 году как дипломная работа фильм «Одинокий голос человека» вообще официально не существовал — руководство ВГИКа приказало уничтожить негатив, но Александр Сокуров сохранил плёнку. В фильме «Разжалованный» есть эпизод когда герой фильма заходит в кинозал, и в это время там на экране показывают тот самый, формально уничтоженный, первый фильм Сокурова.
В фильме как контрапункт (голос по радио, то есть откуда-то) использовано одно из размышлений философа М. К. Мамардашвили связанное с этическими проблемами поведения декабристов.
Режиссеру для фильма нужно было музыкальное решение, основанное на использовании лейттембра. И эта идея была воплощена композитором Александром Михайловым. Главному герою фильма соответствует звучание низких медных духовых. Именно низкие духовые солируют в музыкальном вступлении и в заключении к фильму: им поручена основная мелодическая тема.
Среди актёров задействованы как непрофессиональный актёр Илья Ривин, который затем снялся в еще в трёх картинах режиссера, так и народная артистка РСФСР Ирина Соколова.

## Критика
Фильм, как и другие ранние фильмы Александра Сокурова, отличается сугубо личностным взглядом на мир.
В 1987 году в интервью журналу «Юность» Александр Сокуров утверждал, что на совещании молодых кинематографистов эта картина приводилась как пример формализма, разрушения традиций, и после неё его заявки на сценарии отвергались как «непроходимые». Это подтвердил и Н. С. Михалков:

В коридорах «Дебюта» говорят: «Ну, пожалуйста, сделайте экспериментальный фильм!» Но когда Александр Сокуров снял по рассказу Бакланова ленту «Разжалованный» (1980) — тридцатиминутную новеллу о начальнике ГАИ, ставшем водителем такси — что тут поднялось! Его упрекали в сухости, холодности, в необходимости расшифровки ассоциативных ходов… В результате этого «эксперимента» Сокуров потерял право на работу.
Оператор Валерий Федосов назвал фильм скучно снятым:

Работа Сокурова — «Разжалованный» по Г. Бакланову мне не понравилась. И не потому, что в ней чувствуется сильное влияние Тарковского — это в искусстве довольно частое явление, когда в начале своего творчества художник испытывает на себе невольное влияние большого мастера. Картина скучна. Можно снять двух неинтересных людей, которые сидят и ведут скучный разговор, но скучно их снимать нельзя.— Киноведческие записки, 2003